# NGC 2780
NGC 2780 (również PGC 25967 lub UGC 4843) – galaktyka spiralna z poprzeczką (SB/P), znajdująca się w gwiazdozbiorze Rysia. Odkrył ją William Herschel 10 marca 1790 roku.